# Rébellion de Hagi
Rébellions de l'ère Meiji
Batailles
Rébellion Shinpūren
Rébellion d'Akizuki
Rébellion de Hagi
Rébellion de Satsuma
- Kumamoto
- Tabaruzaka
- Shiroyama

Incident de Chichibu
La rébellion de Hagi (萩の乱, Hagi no ran) de 1876 est un des nombreux soulèvements qui ont lieu à Kyūshū contre le nouveau gouvernement de Meiji par des membres de l'ancienne classe des samouraï.  

## Contexte
À la suite de la restauration de Meiji de 1868, de nombreux membres de l'ancienne classe des samouraï sont mécontents de la direction dans laquelle s'engage le pays. L'abolition de leur ancien statut social privilégié de l'ordre féodal fait également disparaître leurs revenus et la mise en place de la conscription rend obsolète une grande partie de leur ancien rôle dans la société. La très rapide modernisation (« Occidentalisation ») du pays se traduit par des changements massifs dans la culture japonaise, vêtements et coutumes, et apparaît à beaucoup de samouraïs comme une trahison du slogan (« expulser les barbares »), partie de la justification du mouvement Sonnō jōi utilisée pour renverser l'ancien shogunat Tokugawa. Maebara Issei, un des héros de la restauration de Meiji et un chef de l'armée impériale japonaise lors de la bataille d'Aizu fait partie des mécontents. Maebara est un élève de Yoshida Shōin et un des premiers défenseurs de la modernisation. Il accède au poste de ministre de l'armée dans le nouveau gouvernement de Meiji mais démissionne en raison de désaccords avec Kido Takayoshi relativement au traitement des anciens daimyō après l'abolition du système han.

## La révolte
Quand Maebara est contacté par les meneurs de la rébellion Shinpūren pour unir leurs forces dans un soulèvement généralisé contre le gouvernement Meiji, il réunit le 26 octobre 1876 un groupe de samouraïs qui partagent leurs idées  à Hagi, l'ancienne capitale de domaine de Chōshū (à présent préfecture de Yamaguchi), et propose une attaque éclair contre les bureaux du gouvernement situés dans la ville de Yamaguchi. Comme ses forces se montent à environ 100 guerriers, il est décidé de faire une attaque de nuit et la date est fixée au 28 octobre. Le gouverneur de la préfecture de Yamaguchi, informé des préparations de Maebara, lui fait parvenir la nouvelle de l'écrasement de la rébellion de Shinpūren et l'exhorte à abandonner son entreprise.
Maebara se rend compte que ses plans pour une attaque surprise sont voués à l'échec et que les bureaux du gouvernement à Yamaguchi ont été renforcés par des troupes impériales. Il change alors de stratégie et décide de marcher le long de la côte de la mer du Japon à Tokyo, réunissant d'anciens samouraï des différents anciens domaines le long du chemin et de commettre un seppuku collectif aux pieds de l'empereur Meiji.
Les rebelles de Maebara marchent de Hagi à Suse tout en se livrant au pillage en cours de route. À Suse, ils recrutent plus de guerriers et commencent à s'appeler l'Armée Juntoku. Toutefois, les plans de Maebara de se rendre par mer à Hamada dans la province d'Iwami sont défaits par de forts vents et il retourne alors à Hagi.
À son retour à Hagi, Maebara découvre que quelqu'un a jeté son magasin secret de munitions dans l'océan, ce qui rend son armée largement désarmée. Le 5 novembre, Maebara essaye de s'échapper de Hagi avec une poignée d'hommes dans une tentative de parvenir à Tokyo mais il est capturé. Le reste de son « armée Juntoku » est écrasée par les troupes de l'armée impériale à Hagi. Maeda et six de ses collaborateurs sont jugés devant un tribunal militaire à Fukuoka et exécutés le 3 décembre aux côtés de meneurs de la rébellion d'Akizuki. Quarante des rebelles survivants reçoivent des peines de prison.

## Source de la traduction
- (en) Cet article est partiellement ou en totalité issu de l’article de Wikipédia en anglais intitulé « Hagi Rebellion » (voir la liste des auteurs).